# Franklin Township (comté de Des Moines, Iowa)
Pour les articles homonymes, voir Franklin Township.
Franklin Township est un township, du comté de Des Moines en Iowa, aux États-Unis,.
Le township est créé en 1841.

## Source de la traduction
- (en) Cet article est partiellement ou en totalité issu de l’article de Wikipédia en anglais intitulé « Franklin Township, Des Moines County, Iowa » (voir la liste des auteurs).